# 古今集遠鏡
『古今集遠鏡』（こきんしゅうとおかがみ）は、江戸時代中期に本居宣長が著した注釈書。真名序と長歌を除いた『古今和歌集』の全歌に、俗語による訳出および補足的な注釈を添えたものである。単に『遠鏡』とも呼ばれる。

## 概要

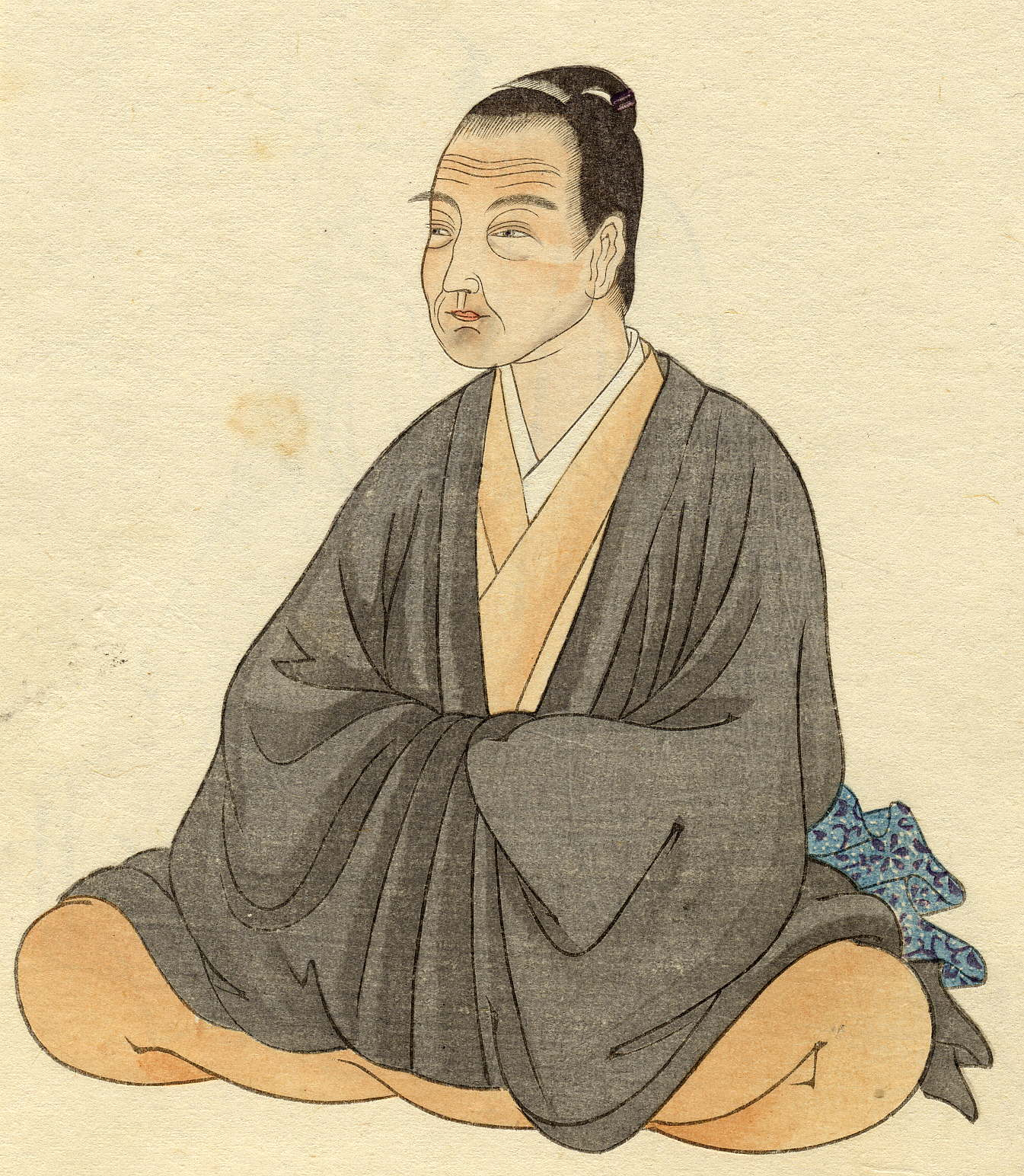
宣長は閉鎖的かつ因襲的な伝統を重んじる「古今伝授」について、これを徹底的に批判する立場は絶対に崩さなかったが、『古今和歌集』そのものには尊重する立場を取り続け、門弟への和歌指導のために『古今和歌集』の会読を計4回にわたって行った。

寛政5年（1793年）頃に成立、同9年（1797年）に刊行。全6冊。書名にある「遠鏡」とは、いわゆる望遠鏡のことで、「情理を尽くして説明するよりも、ありのままを見せる方が伝わる」という考えに基づいている。稿本は本居宣長記念館が所蔵している。
本書は横井千秋の要請に応じて作成されたもので、『古今和歌集』の歌が持つ味わいや言葉の躍動感を伝えようと、俗語による訳出を試みたものである。それは古語が表現する情景や感情を視覚的に再現するためであった。訳は助詞に注意を払っており、言葉を補う場合はその箇所を明示するなど、初学者に対する配慮が見られる。なお、こうした古典の現代訳は、今日において当たり前となっている方法論であるが、当代においては画期的といえる手法であった。

## 内容
宣長は『古今和歌集』所収の和歌を訳出する際に、理論的裏付けとして、単に言葉を別の言葉に置換するということにのみ留まらず、言語表現を読解してそこに見出された言外の意味を的確な言葉に置換することを主張した。例えば該当する逐語訳が見出せない場合は、句を隔てて解釈内容を探求するという意訳の技法を用いた。また、あくまでも「歌の趣旨」を復元するという方針から、枕詞や序詞に該当する部分は、「歌の趣旨」に関係しない限り省略した。さらには掛詞のような歌語の重層的なイメージも禁欲的に排除した。
こうした創意工夫は他にも多くあり、例えば門下生の所説も幾つか取り入れられている。また、必要に応じて、契沖の『古今餘材抄』や賀茂真淵の『古今和歌集打聴』に短評を加えた。いわば『遠鏡』が初学者と一歩進んだ研究者の両者に開かれている注釈書であることを意味している。

## 受容
宣長が『遠鏡』で試みたことは、『遠鏡』そのものが手広く売る書肆を増加させながら再版され続けたことから、好評をもって迎えられたことが窺える。とりわけ俗語による訳出は、『遠鏡』刊行後に出現した著述に散見される。鈴木朖は『雅語訳解』で、『遠鏡』や先行諸注釈に基づいて『古今和歌集』以降の雅語を採集し、雅文を読むための手引き書とした。これを受けて萩原広道は『古言訳解』で、『万葉集』以前の言葉に応用した。栗田直政は『源氏遠鏡』で、『源氏物語』の「若紫」を俗語で訳出した。佐々木弘綱は『歌詞遠鏡』で、『古今和歌集』以外の歌にも適用して歌語に俗語を付した。

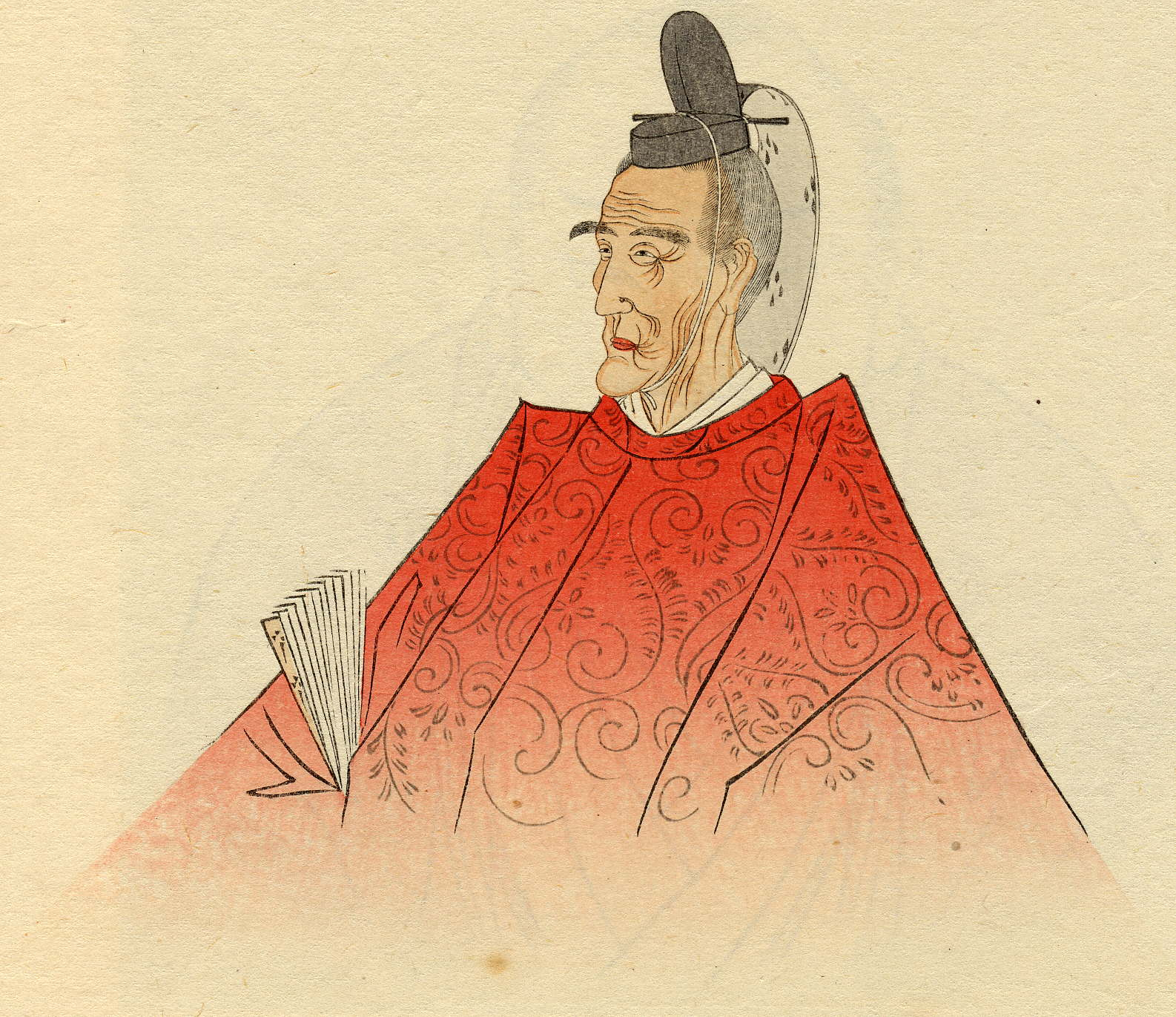
桂園派の代表とされる香川景樹
『古今和歌集』の尊重を主張し、歌人の立場から『遠鏡』を批判した。

また『遠鏡』関係書も次々と刊行された。香川景樹は『古今和歌集正義』で、『遠鏡』の訳出や解釈を表現に対する繊細な感覚で批判した。山崎美成は『頭書古今和歌集遠鏡』で、『遠鏡』の訳出に真淵の注釈を加えて補強した。中村知至は『古今和歌集遠鏡補正』で、『遠鏡』における訳出の間違いを正して漢籍に基づいた注釈を補足し、知至を中心とした歌学者の総力を結集して『遠鏡』に批判を行った。中島広足は『海人のくゞつ』で、多くの用例から一定の用法を抽出して『遠鏡』を批判した。なお、『遠鏡』よりも1年早く刊行された注釈書に、尾崎雅嘉『古今和歌集鄙言』があるが、これに宣長は剽窃疑惑を掛けている。
やがて時代が明治に入ると、正岡子規らが桂園派を批判したことにより、『古今和歌集』の評価が著しく下がって『万葉集』に取って代わることになったが、『遠鏡』は近代以降も享受された。例えば金子元臣が『古今和歌集評釈』の「総論」で『遠鏡』を「良好の書」として紹介している。鴻巣盛広は『新古今和歌集遠鏡』で、初学者への便宜のための処置として詞書や歌本文に句読点を付しているが、このこと以外は『遠鏡』に準拠した方法で訳出と注釈を行っている。

## 翻刻
- 『本居宣長全集』第3巻、筑摩書房、1967年1月。ISBN 4-480-74003-1
- 『古今集遠鏡1』平凡社〈東洋文庫〉、2008年1月。ISBN 978-4-582-80770-7
- 『古今集遠鏡2』平凡社〈東洋文庫〉、2008年3月。ISBN 978-4-582-80772-1